# مسجد اليادران
مسجد اليادران هو مسجد تاريخي يعود إلى عصر القاجاريون، ويقع في أصفهان.